# Parapagurapseudopsis carinatus
Parapagurapseudopsis carinatus is een naaldkreeftjessoort uit de familie van de Pagurapseudidae. De wetenschappelijke naam van de soort is voor het eerst geldig gepubliceerd in 1973 door Brum.